# Sekinchan
Sekinchan is een plaats in de Maleisische deelstaat Selangor.
Sekinchan telt 12.000 inwoners.